# Đỗ Hùng Dũng
Đỗ Hùng Dũng (Hanói, 8 de septiembre de 1993) es un futbolista vietnamita que juega en la demarcación de centrocampista para el Hanoi T&T FC de la V.League 1.

## Selección nacional
Tras jugar en varias categorías inferiores de la selección, finalmente hizo su debut con la selección absoluta de Vietnam el 8 de noviembre de 2018 en un encuentro de la Copa Suzuki AFF 2018 contra Laos que finalizó con un resultado de 0-3 a favor del combinado vietnamita tras los goles de Nguyễn Quang Hải, Nguyễn Công Phượng y Nguyễn Anh Đức.

## Clubes
| Club               | País    | Año       | Partidos | Goles |
| ------------------ | ------- | --------- | -------- | ----- |
| Saigon FC (cedido) | Vietnam | 2015-2016 | 20       | 3     |
| Hanoi T&T FC       | Vietnam | 2016-     | 243      | 24    |